# Chamaedorea deckeriana
Chamaedorea deckeriana är en enhjärtbladig växtart som först beskrevs av Johann Friedrich Klotzsch, och fick sitt nu gällande namn av William Botting Hemsley. Chamaedorea deckeriana ingår i släktet Chamaedorea och familjen Arecaceae. Inga underarter finns listade i Catalogue of Life.

## Bildgalleri

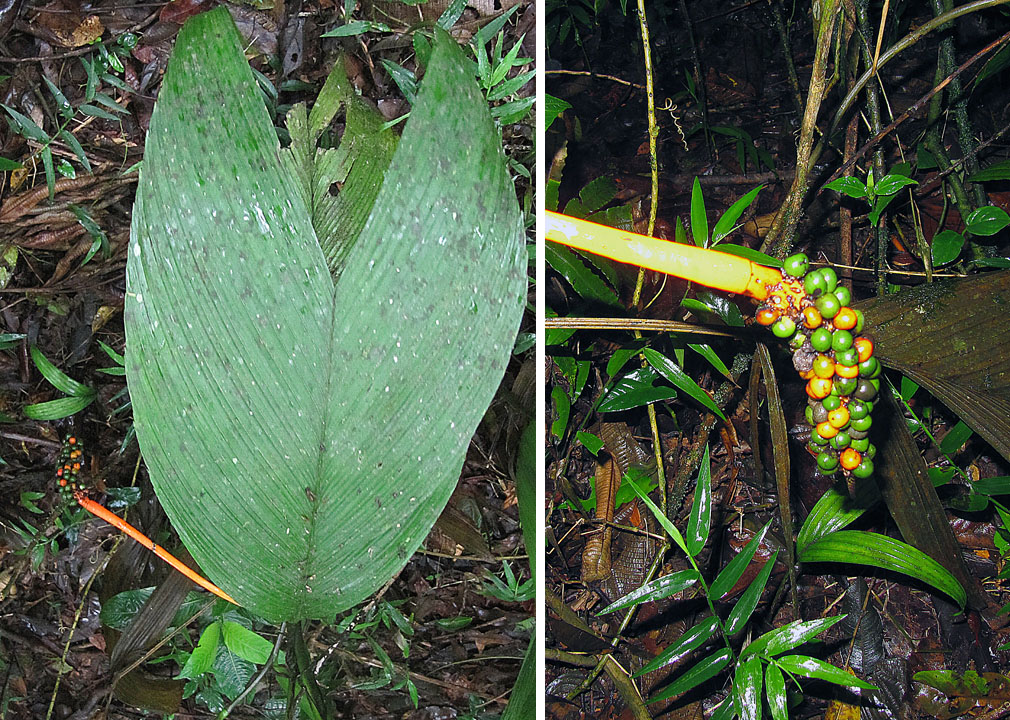